# Chachoengsao
Chachoengsao (thai: ฉะเชิงเทรา) är en thailändsk provins (changwat). Den ligger i den östra delen av Thailand. Provinsen hade år 2002 649 758 invånare på en areal av 5 351 km². Provinshuvudstaden är Chachoengsao.

## Administrativ indelning
Provinsen är indelad 11 distrikt (amphoe). Distrikten är i sin tur indelade i 93 subdistrikt (tambon) och 859 byar (muban).